# Джин, Кассандра
Касса́ндра Джин (англ. Cassandra Jean; 5 октября 1985, Хьюстон, Техас, США) — американская телевизионная актриса и фотомодель.

## Жизнь и карьера
Джин родилась в Хьюстоне, штат Техас. Она начала карьеру фотомодели в 2002 году, а позже стала работать как актриса, появляясь в эпизодах сериалов «Холм одного дерева», «C.S.I.: Место преступления» и «Безумцы». Участвовала в шоу "Топ модель по-американски".
С 25 декабря 2012 года Джин замужем за актёром Стивеном Амеллом. У супругов есть дочь — Мэйврик «Мэйви» Александра Джин Амелл (род. 15.10.2013).

## Избранная фильмография
| Год  |   | Русское название | Оригинальное название | Роль     |
| ---- | - | ---------------- | --------------------- | -------- |
| 2007 | с | Ханна Монтана    | Hannah Montana        | красотка |